# يوسف شرورو
ولد الكاتب والمترجم الفلسطيني يوسف شرورو في مدينة الرملة عام 1937 ولجأ مع عائلته عام 1948 إلى دمشق حيث اتم دراسته هناك، ثم انتقل إلى الكويت عام 1958، وبعدها إلى بريطانيا عام 1962، حيث حاز شهادة الدكتوراه في القانون الدولي. توفي في لندن عام 2001 عن عمر ناهز 65 عاماً.
ألف شرورو عدة مجموعات قصصية وروايات ابرزها (زورق من دم)، (الحزن يموت أيضا)، (عين في النهار)، (زمن الثعابين)، (النغل).
كما ترجم كتب وروايات المفكر البريطاني كولن ويلسن، والتي من بينها:
(1) الشك، رواية، بالاشتراك مع المترجم عمر يمق
(2) أصول الدافع الجنسي، دراسة، بالاشتراك مع المترجم سمير كتاب
(3) ما بعد اللامنتمي، دراسة، بالاشتراك مع سمير كتّاب
(4) ضياع في سوهو، رواية، بالاشتراك مع عمر يمق